# Vilhelm IV av Holland
Vilhelm IV av Holland, född 1307, död 1345, var regerande greve av Hainaut och Holland 1337–1345.